# Final Exit (musikalbum)
Final Exit är The Facers andra och sista studioalbum, utgivet 2000.

## Låtlista
1. "Show Me Having Fun" (Fagerlund, Perris)
2. "Connection" (The Facer)
3. "Won't Take It Back" (Kjellberg)
4. "One Track Mind" (Kjellberg, Perris)
5. "Mind Your Own" (Fagerlund, Perris)
6. "La La La (I Can't Help It)" (Fagerlund, Perris)
7. "Arrest Me" (The Facer)
8. "Motherless Child" (Edström, Gillén, Carlsson, Espwall)
9. "Hell, I'm OK" (Kjellberg, Perris, Sandström)
10. "Goodbye Now" (Fagerlund, Perris)